# Данилевич, Михаил Георгиевич
Михаи́л Гео́ргиевич Даниле́вич  (26 октября [7 ноября] 1882, Улла, Витебская губерния — 5 сентября 1956, Ленинград) — советский педиатр и детский инфекционист, профессор, основоположник и на протяжении многих лет заведующий первой в СССР кафедрой и клиникой детских инфекций при Ленинградском педиатрическом медицинском институте, один из основателей советской (ленинградской) педиатрической школы. Участник Первой мировой войны, житель блокадного Ленинграда.

## Биография
Михаил Данилевич родился 26 октября (7 ноября) 1882 года в местечке Улла Витебской губернии в православной крестьянской семье Георгия Сильвестровича Данилевич (1850—1926) и его жены Екатерины Кузьминичны, ур. Барткевич (1854—1891). После окончания в 1903 году Новгородской гимназии вернулся домой, где занялся революционной деятельностью. После непродолжительного ареста в 1905 году поступил в Императорскую Военно-медицинскую академию, которую в звании лекаря с отличием окончил в 1910 году. Учась в Академии, Данилевич увлёкся педиатрией. Его учителем стал профессор кафедры детских болезней Александр Николаевич Шкарин.
Данилевич начал заниматься медицинской деятельностью в Городской детской больнице, которой в те годы руководил её основатель, выдающийся педиатр дореволюционной эпохи Дмитрий Александрович Соколов. Спустя много лет именно здесь был открыт первый в мире педиатрический медицинский институт, в организации которого М. Г. Данилевич принял непосредственное участие.
В 1913 году М. Г. Данилевич представлялся на должность врача Гатчинского госпиталя, находившегося в ведении Высочайшего Двора. Однако проверка кандидата царской охраной выявила, что в 1905 году в Витебской губернии при ликвидации местной организации партии социалистов-революционеров Данилевич был арестован.
Несмотря на заступничество со стороны инспектора придворной медицинской части, лейб-медика, профессора Н. А. Вельяминова, который в письме на имя начальника дворцовой полиции Б. А. Герарди характеризовал его как прекрасного врача, в должности Данилевичу было отказано.
В том же 1913 году с получением звания доктора медицины Данилевич был зачислен врачом в первую в России Николаевскую детскую больницу (главный врач Н. К. Вяжлинский). Здесь он работал под руководством другого известного педиатра, будущего профессора и академика АМН СССР Н. И. Красногорского. Они были одногодками, но Красногорский окончил Военно-медицинскую академию двумя годами раньше и к этому времени возглавлял в больнице одну из её клиник.
В 1914 году М. Г. Данилевич был избран ассистентом Николаевской детской больницы, однако вскоре началась Первая мировая война. Уже в конце лета 1914 года он оказался на передовой, врачом одного из пехотных полков. До середины 1916 года Данилевич был в окопах, затем получил назначение старшим ординатором в эвакогоспиталь № 190. В марте 1918 года после подписания Брестского мира и роспуска старой армии М. Г. Данилевич вернулся в Петроград.
Город встретил его разрухой, голодом и массовой беспризорщиной. Он вернулся в свою больницу, которая ещё в 1916 году переехала в новое здание, а в 1918 году была переименована в Детскую больницу имя Н. Ф. Филатова. Главным врачом больницы теперь был его бывший наставник Н. И. Красногорский. В условиях высокой инфекционной заболеваемости на новом месте больница стала менять свой профиль на инфекционный. К этому приложил немалые усилия и М. Г. Данилевич.
В то же время в 1919 году Данилевич оказался у истоков организации Центрального карантинно-распределительного детского пункта, призванного оказать первую социальную и медицинскую помощь беженцам, беспризорным и нуждающимся детям. Он расположился в помещении гостинице «Европейская». С 1920 по 1938 год через Центр прошло около 60 тысяч детей. Здесь их выхаживали, лечили и поднимали на ноги.
В 1922 году кафедру детских болезней 1-го Петроградского медицинского института возглавил профессор Н. И. Красногорский. Преподавание педиатрии велось на базе больницы им. Н. Ф. Филатова, поэтому не случайно в 1925 году заведующий её инфекционным отделением М. Г. Данилевич был избран приват-доцентом этой кафедры.
Кроме того, в 1925 году Данилевич возглавил инфекционно-профилактическое отделение, впервые созданное при Ленинградском научно-практическом Институте охраны материнства и младенчества имени Клары Цеткин (бывшая детская больница «В память священного коронования Их Императорских Величеств»), а также начал чтение курса детских инфекционных болезней в Ленинградском клиническом институте усовершенствования врачей.
В том же году в Ленинграде возникла эпидемия скарлатины. Смертность достигала 15 %. Остро встал вопрос об организации лечения детей с этой инфекцией. По предложению М. Г. Данилевича барачная больница для взрослых на Васильевском острове, до революции имевшая название «Биржевая», была преобразована в детскую инфекционную больницу № 3. Предназначалась она специально для лечения детей со скарлатиной. Усилиями Данилевича, возглавившего больницу, и коллег ситуацию удалось переломить. Пенициллина тогда ещё не было, но смертность от этой инфекции была значительно снижена.

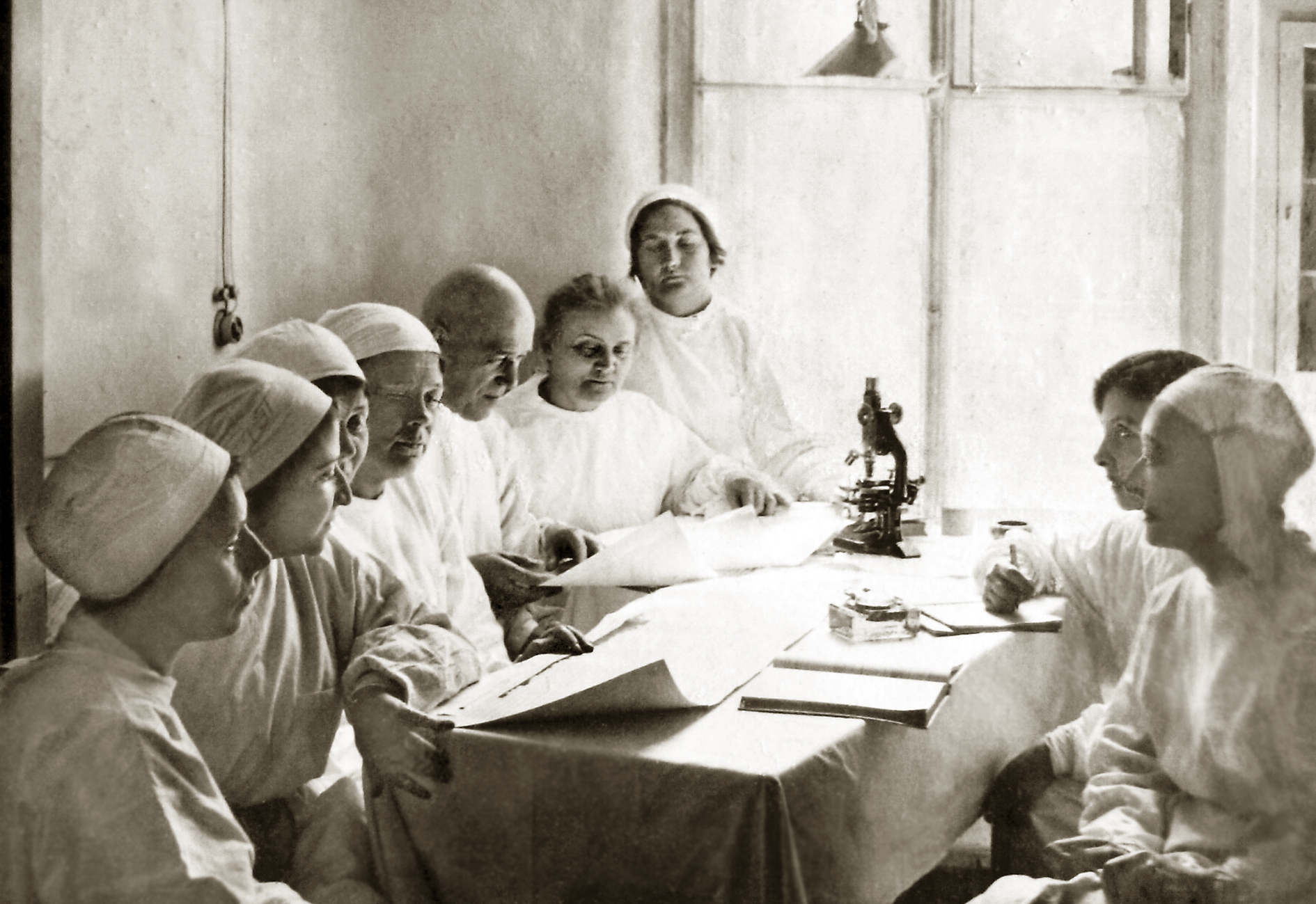
Первое заседание кафедры детских инфекционных заболеваний ЛПМИ. 1930 г.

В 1930 году Данилевич возглавил кафедру острых детских инфекций, впервые созданную в НИИ охраны материнства и младенчества. С этого момента проблема детских инфекционных заболеваний выделилась в самостоятельное направление педиатрии, лидером которого стал М. Г. Данилевич.
Когда в 1935 году НИИ охраны материнства и младенчества был преобразован в Ленинградский педиатрический медицинский институт, кафедра приобрела статус учебной. Важнейшей её задачей стала подготовка детских врачей. Под руководством доктора медицинских наук (в степени утвержден 27.05.1935 года) М. Г. Данилевича были объединены лучшие кадры педиатров-инфекционистов, работавших на кафедрах ЛПМИ, и ГИДУВ’а, в детских инфекционных больницах, а позже в Ленинградском областном научно-практическом институте (НПИ) по охране здоровья детей и подростков, впоследствии известном как НИИ детских инфекций.
С началом Великой Отечественной войны кафедра детских инфекций ЛПМИ во главе с М. Г. Данилевичем продолжила работу по подготовке врачей в осаждённом Ленинграде. В самое трудную первую блокадную зиму профессор Данилевич, продолжая читать лекции, ежедневно осуществлял обходы и консультации больных. Его сотрудники В. Н. Офицеров, Н. М. Кузнецова, Л. А. Колчанова работали в клинике и детских инфекционных больницах города. Одновременно, с первых дней войны М. Г. Данилевич был назначен членом консультационного бюро при санитарном отделе Ленинградского фронта и консультантом ряда эвакогоспиталей Ленинграда.
Регистрация новой для блокадного города болезни — истощения «на почве недостаточного питания и усиленной работы» началась в последней декаде ноября 1941 года. 7 декабря Ленинградский горздравотдел одобрил предложения профессоров М. Г. Данилевича, М. И. Хвиливицкой, М. Д. Тушинского «О терминологии и лечении алиментарных расстройств». В данном документе, в частности, говорилось:

«Клинический симптомокомплекс, наблюдаемый в настоящее время в связи с нарушением питания, предлагается обозначать термином: „дистрофия алиментарная“. При наличии отеков в диагнозе добавляется: отечная форма… При наличии резкого истощения… вялости физической и психической… в диагноз добавлять: кахектическая форма».
 Термин «алиментарная дистрофия» был принят всей лечебной сетью и научными институтами города.
Все долгие дни блокады Ленинградский педиатрический институт продолжал учить своих студентов. Доцент С. И. Волчок писал: «Одну из своих лекций о детских инфекционных заболеваниях проф. Данилевичу пришлось закончить в темной траншее, куда курсанты перешли на время воздушной тревоги и где они с большим вниманием продолжали слушать профессора».
Вначале 1942 года Правительство СССР приняло решение по созданию на базе 1-го Ленинградского медицинского института филиала для подготовки врачей в Кисловодске.
В состав сотрудников, направляемых на Северный Кавказ, были включены отдельные преподаватели ЛПМИ, в том числе профессор В. Л. Стырикович, доцент З. И. Мичник, профессор В. А. Шаак, профессор М. Г. Данилевич.
Сразу после приезда в Кисловодск Данилевич был в срочном порядке направлен в Ставрополь, где возглавил только что организованную кафедру инфекционных заболеваний Ставропольского медицинского института. Он заменил в этой должности профессора Б. Я. Падалку, который не смог прибыть к месту новой работы из оккупированного Киева.
Уже менее чем через 2 месяца после назначения, буквально за сутки до оккупации Ставрополя фашистами, часть кафедр, включая инфекционную, успела эвакуироваться в Караганду. После реэвакуации в 1943 году М. Г. Данилевич продолжал руководить кафедрой до 1946 года (по другим[каким?] данным до 1944 года), после чего возвратился в Ленинград.
В родном городе Михаил Георгиевич Данилевич был восстановлен в заведовании кафедрой детских инфекций ЛПМИ и оставался в этой должности до конца жизни. До 1947 года он одновременно выполнял обязанности главного детского инфекциониста Ленинграда.
Профессор Михаил Георгиевич Данилевич скончался в Ленинграде в 1956 году, похоронен на Серафимовском кладбище, уч. 15 у церкви.

## Вклад в медицинскую науку и практику

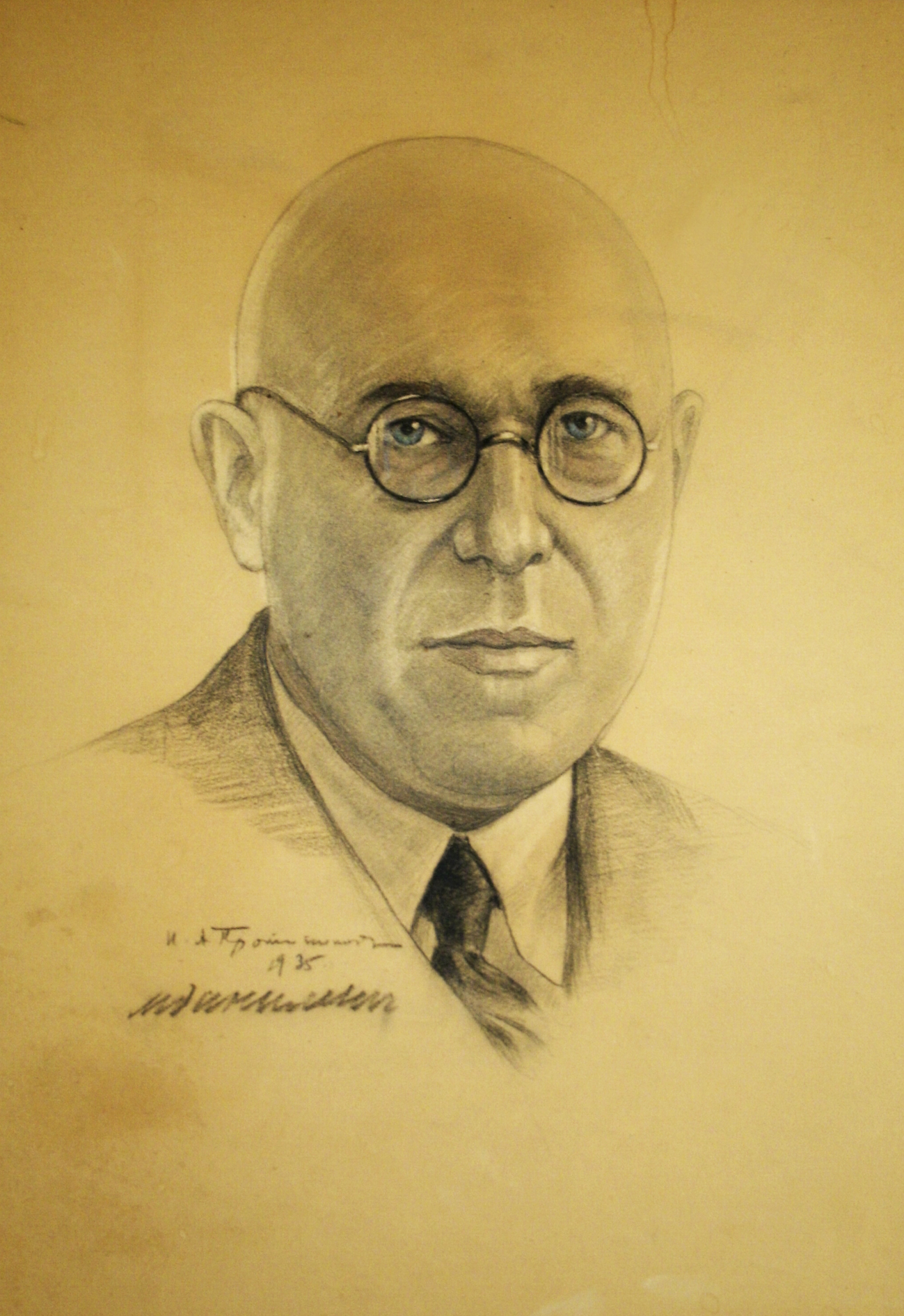
Портрет профессора М. Г. Данилевича, хранящийся на кафедре его имени. 1935 г.

Круг вопросов, которыми занимался М. Г. Данилевич, включал изучение наиболее распространенных инфекций. Классические исследования кори, скарлатины, дифтерии, коклюша и дизентерии легли в основу современного понимания этих проблем. Изучение внутрибольничных заболеваний и необходимость разработки профилактики заразных болезней привели к созданию принципиально нового направления — учения о перекрёстной инфекции. Практически положения этого учения были использованы в разработке проекта построенной при активнейшем участии М. Г. Данилевича в 1935—1936 годах инфекционной клиники ЛПМИ. Учение о перекрёстной инфекции и система профилактики внутрибольничных (госпитальных) инфекций были приняты повсеместно, выдержали испытание временем и послужили основой мероприятий по предупреждению инфицирования в детских лечебных и профилактических учреждениях.
Усилиями М. Г. Данилевича в Ленинграде была создана сеть детских инфекционных стационаров, включавшая в себя кроме клиники кафедры, НИИ детских инфекций, больницу им. Н. Ф Филатова, детскую инфекционную больницу № 3, детскую инфекционную больницу им К. Либкнехта, детскую инфекционную больницу № 13, детскую больницу Л. Пастера.
Профессор М. Г. Данилевич был членом президиума научных обществ детских врачей, микробиологов, инфекционистов, эпидемиологов и санитарных врачей Ленинградского и Всесоюзного отделений, неоднократно награждался НКЗ СССР, Ленгорздравотделом. С 1948 года М. Г. Данилевич состоял членом комитета по детским инфекциям при Ленгорздравотделе, под его руководством в Ленинграде была разработана и применена на практике система мероприятий, которая впервые в стране привела к ликвидации дифтерии в многомилионном городе, за что в 1948 году он был представлен Минздравом РСФСР к званию заслуженного деятеля науки.
За 27 лет работы на кафедре М. Г. Данилевич создал Ленинградскую школу детских инфекционистов: А. Т. Кузьмичева, Г. А. Тимофеева, А. Л. Либов, В. П. Офицеров, И. В. Шарлай, Н. М. Кузнецова, А. Д. Швалко, З. Г. Булаткина, О. А. Алексеева, Л. В. Липатова, Л. А. Антипова, А. А. Лапаха, А. Е. Барышева, Н. И. Шехина и многие другие.

## Избранные научные труды
Перу М. Г. Данилевича принадлежит свыше 200 научных работ, из них 4 учебника, 8 монографий, 6 сборников трудов. Под его руководством защищены 3 докторские и 36 кандидатских диссертаций. Ему принадлежат главы по вопросам детских инфекций в 5 руководствах других авторов.
- Скарлатина. Дифтерия. Корь : Сб. науч. работ Василеостров. инфекц. дет. больницы /Под ред. проф. М. Г.  Данилевича.. — Л., М.: Медгиз. Ленингр. отд-ние, 1939. — 424 с.
- Скарлатина и стрептококковые инфекции : Сборник работ Ленингр. респ. науч.-исслед. педиатр. ин-та и Ин-та вакцин и сывороток /Под ред. проф. М. Г. Данилевича.. — Л.: Медгиз. Ленингр. отд-ние, 1948. — 256 с.
- Скарлатина и стрептококковые инфекции : [Сборник статей] /Под ред. проф. М. Г. Данилевича; Ленингр. гос. педиатр. мед. ин-т.. — Л.: Медгиз. Ленингр. отд-ние, 1954. — 324 с.
- Данилевич М. Г. Скарлатина /Проф. М. Г. Данилевич.. — Л., М.: Гос. изд-во биол. и мед. лит-ры. Ленингр. отд-ние, 1934. — 30 с.
- Данилевич М. Г. Скарлатина /Проф. М. Г. Данилевич.. — Л.: Биомедгиз.  Ленингр. отд-ние, 1936. — 16 с.
- Данилевич М. Г. Скарлатина : [Попул. очерк] /Проф. М. Г. Данилевич.. — Л.: Медгиз, 1939. — 24 с.
- Данилевич М. Г. Скарлатина /Проф. М. Г. Данилевич.. — М.: Наркомздрав СССР: Медгиз, 1942. — 24 с.
- Данилевич М. Г. Скарлатина /Леноблздравотд. Ленингр. обл. дом сан. просвещения.. — Л.: Тип. Лужск. райизд-ва, 1946. — 32 с.
- Данилевич М. Г. Как уберечь детей от скарлатины /М. Г. Данилевич, прив.-доц.. - 2-е изд.. — Л.: Ленингр. правда, 1929. — 31 с. — (Библиотека журнала Гигиена и здоровье ; Вып. 63).
- Данилевич М. Г. Как уберечь детей от скарлатины /Проф. М. Г. Данилевич. - 3-е изд.. — Л.: Ленингр. правда, 1931. — 36 с.
- Данилевич М. Г. Скарлатина и борьба с ней : (Метод. пособие для лекторов) /Ленингр. дом сан. просвещения.. — Л.: тип. № 2.  Упр. изд-в и полиграфии Ленгорисполкома, 1946. — 32 с.
- Данилевич М. Г. Скарлатина : [Памятка] /Проф. М. Г. Данилевич.. — Минск.: Гизбел, 1939. — 28 с. — (Центр. дом сан. культуры НКЗ БССР.).
- Данилевич М. Г. Дифтерит /Д-р М. Г. Данилевич.. — Л.: Тип. им. т. Зиновьева, 1926. — 24 с. — (Б-ка журн. "Гигиена и здоровье рабочей и крестьян. семьи" ; Вып.18).
- Данилевич М. Г. Дифтерит /Д-р М. Г. Данилевич. - 2-е изд.. — Л.: Ленингр. правда, 1928. — 32 с. — (Б-ка журн. "Гигиена и здоровье рабочей и крестьян. семьи.).
- Данилевич М. Г. Проблема дифтерии : (Дифтерия и её профилактика) /Пр.-доц. М. Г. Данилевич.. — Л.,М.: Гос. мед. изд-во, 1930. — 148 с.
- Данилевич М. Г. Дифтерит /Проф. М. Г. Данилевич. - 4-е изд.. — Л.: Ленингр. правда, 1931. — 35 с.
- Данилевич М. Г. Дифтерия : [Попул. очерк] /Проф. М. Г. Данилевич.. — Л.: Медгиз. Ленингр. отд-ние, 1939. — 32 с.
- Данилевич М. Г. Как уберечь детей от дифтерии /проф. М. Г. Данилевич.. — Л.: Леноблиздат, 1933. — 39 с.
- Данилевич М. Г. Коклюш : [Памятка] /Проф. М. Г. Данилевич.. — Л.: Ленингр. дома сан. культуры, 1940. — 44 с.
- Данилевич М. Г. Коклюш /прив.-доц. М.Г. Данилевич. - 3-е изд.. — Л.: Ленингр. правда, 1930. — 24 с. — (Библиотека журнала Гигиена и здоровье ; Вып. 85).
- Данилевич М. Г. Коклюш /доц. М.Г. Данилевич.. — Л.,М.: Гос. мед. изд-во, 1930. — 159 с.
- Данилевич М. Г. Коклюш : [Описание болезни и меры борьбы с ней] /Прив.-доц. М. Г. Данилевич. - 2-е изд.. — Л.: Ленингр. правда, 1929. — 24 с. — (Библиотека журнала Гигиена и здоровье ; Вып. 85).
- Вопросы коклюша /Сборник работ под ред. проф. М.Г. Данилевича; Ленингр. науч.-исслед. ин-т охраны материнства и младенчества им. К. Цеткин. — Л.,М.: Биомедгиз. Ленингр. отд-ние, 1936. — 208 с.
- Данилевич М. Г. Корь /Пр.-доц. М. Г. Данилевич. - 2-е изд.. — Л.: Ленингр. правда, 1930. — 32 с. — (Библиотека журнала "Гигиена и здоровье рабочей и крестьянской семьи ; Вып. 54).
- Корь /Прив.-доц. М. Г. Данилевич.. — Л.: Ленингр. правда, 1927. — 32 с.
- Корь и борьба с нею /Леноблздравотдел, Ленингр. обл. сан. просвещения.. — Л.: Тип. Лужск. райизд-ва, 1946. — 31 с.
- Данилевич М. Г. Заразный ребенок и уход за ним на дому /М. Г. Данилевич.. — Л.,М.: Гос. мед. изд-во, 1930. — 37 с.
- Данилевич М. Г. Заразные болезни у детей : С 46 рис. и 1 цветной табл /Доц. М. Г. Данилевич.. — Л.,М.: Гос. мед. изд-во, 1930. — 160 с.
- Данилевич М. Г. Заразные болезни у детей и борьба с ними /Д-р Данилевич. — Л.: Прибой, 1926. — 40 с. — (Сектор "Работница и крестьянка").
- Данилевич М. Г. Заразные болезни у детей Ленинграда за последние 6 лет (1918-1923 гг.).. — Л., 1924. — 14-18 с. — (Бюл. Ленингр. Губздравотдела. № 3/4.").
- Данилевич М. Г. Безобидные детские заразные болезни /Проф. М. Г. Данилевич.. — Л.: Ленингр. правда, 1930. — 32 с.
- Данилевич М. Г. Бациллоношение : (Как здоровые передают заразу) /Приват-доцент М. Г. Данилевич.. — Л.: Ленингр. правда, 1929. — 27 с. — (Библиотека журнала Гигиена и здоровье ; Вып. 86).
- Данилевич М. Г. Бациллоношение : (Как здоровые передают заразу) /Проф. М. Г. Данилевич.. — Л.: Ленингр. правда, 1931. — 28 с.
- Данилевич М. Г. Оспа /М. Г. Данилевич.. — Л.,М.: Гос. мед. изд-во, 1931. — 30 с.
- Данилевич М. Г. Что надо знать родителям о прививках против кори и дифтерии /Проф. М. Г.  Данилевич.. — Л.: Ленингр. дома сан. культуры, 1939. — 92 с.
- Данилевич М. Г. Туляремия /М.Г. Данилевич;  Ленингр. гор. отд. здравоохранения.. — Л.: Биомедгиз, 1945. — 23 с.
- Данилевич М. Г. Вопросы питания детей /М.Г.Данилевич.. — Л.: Санпросвет Ленингр. губздравотд., 1925. — 40 с.
- Данилевич М. Г. Питание ребенка /Д-р М.Г.Данилевич.. — Л.: Гос. тип. им. т. Зиновьева, 1925. — 24 с. — (Б-ка журн. "Гигиена и здоровье рабочей и крестьян. семьи" ; Вып.10).
- Данилевич М. Г. Питание ребенка /Д-р М. Г. Данилевич. - 2-е изд.. — Л.: Ленингр. правда, 1928. — 32 с. — (Библиотека журнала Гигиена и здоровье ; Вып. 10).
- Данилевич М. Г. Питание ребенка /Д-р М. Г. Данилевич. - 4-е изд.. — Л.: Ленингр. правда, 1929. — 32 с. — (Библиотека журнала Гигиена и здоровье ; Вып. 10).
- Данилевич М. Г. Внутренние заражения в детских больницах. Данные детской больницы им. Филатова с 1917 по 1924 гг.. — Л., 1924. — (Бюл. Ленингр. Губздравотдела. - № 5/6.).
- Данилевич М. Г. Профилактика внутренних заражений в детских больницах.. — Л.: Ленингр. правда, 1932. — 195-199 с. — (Совет. врачеб. газ. - № 4.).
- Данилевич М. Г. Как уберечься от кровавого поноса : (Памятка) /М. Данилевич.. — Л., М.: Гос. мед. изд-во, 1930. — 24 с.
- Данилевич М. Г. Дизентерия у детей /М. Г. Данилевич. - 2-е изд., доп. и перераб.. — М.: Гос. мед. изд-во, 1929. — 158 с.
- Данилевич М. Г. Дизентерия : (Кровавый понос) /Проф. М. Г. Данилевич.. — Л.: Ленингр. правда, 1930. — 32 с. — (Библиотека журнала Гигиена и здоровье ; Вып. 122).
- Данилевич М. Г. Дизентерия - колиты - сальмонеллезы у детей раннего возраста : [Сборник статей] /Под ред. проф. М.Г. Данилевича; Гос. науч.-исслед. педиатр. ин-т М-ва здравоохранения РСФСР.. — Л., 1949. — 208 с.
- Данилевич М. Г. Дизентерия у детей /М.Г.Данилевич, ст. врач Ленингр. дет. больницы им. Филатова.. — Л.: Практ. медицина, 1925. — 109 с.
- Труды Третьего Всесоюзного съезда детских врачей в Ленинграде с 3-10 июня 1925 года /Под ред. М. Г. Данилевича [и др.]. — Л.: Практ. медицина, 1925. — 704 с.
- Данилевич М. Г. Патология ребенка за последнее шестилетие. (1918-1923) /М.Г.Данилевич.. — Л.: Санпросвет Ленингр. губздравотдела, 1925. — 136 с.
- Данилевич М. Г. Острые детские инфекции : Руководство для врачей. - [Доп. изд.].. — Л.: Медгиз. Ленингр. отд-ние, 1960. — 487 с.
- Данилевич М. Г. Учебник детских инфекционных болезней /Проф. М. Г. Данилевич.. — Л.,М.: Медгиз. Ленингр. отд-ние, 1939. — 492 с.
- Данилевич М. Г. Учебник инфекционных болезней : Утв. Всесоюзным комитетом  по делам высшей школы при Совнаркоме СССР в качестве учебного пособия для высших учебных заведений.  /Проф. М. Г. Данилевич.. — Л.: Медгиз. Ленингр. отд-ние, 1940. — 572 с.
- Данилевич М. Г. Учебник детских инфекционных болезней : Для высш. учеб. заведений.. — Л.: Медгиз. Ленингр. отд-ние, 1949. — 610 с.
- Данилевич М. Г. Профилактика детских инфекций /Проф. М. Данилевич.. — Л.,М.: Гос. мед. изд-во, 1931. — 263 с.
- Маслов М. С., Тур А. Ф., Данилевич М. Г. Руководство по педиатрии. Для студентов и врачей: Утв. Всесоюзным комитетом  по делам высшей школы при Совнаркоме СССР в качестве учебного пособия для высших учебных заведений. /М.С. Маслов, А.Ф. Тур, М.Г. Данилевич. // Под ред. заслуженного деятеля науки проф. М.С. Маслова.. — Л.: Медгиз. Ленингр. отд-ние, 1938. — 739 с. — 20 000 экз.
- Данилевич М. Г. Госпитализация детей.. — Л., 1927. — (сб. «Клиника дет. б-ней»).
- Данилевич М. Г. Цынга у детей Ленинграда по данным больницы им. Филатова.. — Л., 1925. — 60-70 с. — (Журн. детских болезней. - № 1.).
- Данилевич М. Г. Детская Василеостровская инфекционная больница в Ленинграде. Статистика 1926-1930 гг. Работа Ленинградского отдела госпитализации по детским инфекционным больницам за 3 месяца (октябрь-декабрь).. — Л., 1931.

## Семья

Могила М. Г. Данилевича на Серафимовском кладбище (15 участок, 20 метров вправо от угла храма; 59°59′46″ с. ш., 30°17′3″ в. д.)

- Жена: Елизавета Сергеевна Вышегородская-Данилевич (1886—1958) — врач, детский хирург — одна из первых специалистов по детской трансфузиологии в СССР[13]. Похоронена вместе с мужем.
- Тесть: Сергей Васильевич Вышегородский (1858—1921) — доктор медицины, выпускник Медико-хирургической академии.
- Дочь: Екатерина Михайловна Данилевич (1922—1950). Похоронена с родителями.
- Дочь: Анна Михайловна Предтеченская (1925—2011). Похоронена с родителями.
- Дочь: Ольга Михайловна Гирфанова (1923—2001). Похоронена с родителями.
- Дочь: Вера Михайловна Данилевич.
- Сестра: Анна Георгиевна Матвеева — жена генерала-майора артиллерии.

## Адреса в Петербурге
В 1912 году М. Г. Данилевич проживал по адресу: Большой Сампсониевский пр., д. 69 (служебная квартира при детской больнице «В память священного коронования Их Императорских Величеств»); в 1913 году: Большая Подьяческая, д. 30; в 1917 г.: Набережная реки Фонтанки, д. 120; с 1926 года и до конца своих дней: Бульвар Красных Зорь (с 1939 года Кировский пр.) 44-б (по соседству с бывшим главным врачом Николаевской детской больницы Н. К. Вяжлинским.

## Память
Решением Учёного совета Санкт-Петербургской педиатрической медицинской академии кафедре инфекционных заболеваний у детей присвоено имя профессора Михаила Георгиевича Данилевича (ныне входит в Институт инфекционных болезней, клинической микробиологии и медицинской паразитологии СПбГПМУ).